# Polyblastus parvulus
Polyblastus parvulus là một loài tò vò trong họ Ichneumonidae.